# Le Poët
Le Poët é uma comuna francesa na região administrativa da Provença-Alpes-Costa Azul, no departamento de Altos-Alpes. Estende-se por uma área de 15,51 km². Em 2010 a comuna tinha 809 habitantes (densidade: 52,2 hab./km²).